# جون براغ (سياسي)
جون براغ هو محامي وقاضي وسياسي أمريكي، ولد في 14 يناير 1806 في مقاطعة وارين في الولايات المتحدة، وتوفي في 10 أغسطس 1878 في موبيل في الولايات المتحدة. نشط حزبياً في الحزب الديمقراطي. وقد انتخب عضو مجلس النواب الأمريكي ‏.